# تورنادوی عید پاک ۲۰۲۰
تورنادوی عید پاک ۲۰۲۰ (به انگلیسی: 2020 Easter tornado outbreak) مجموعه ای از تورنادوهای مخرب است که در ۱۲ و ۱۳ آوریل ۲۰۲۰ مقارن با عید پاک به منطقه جنوب شرقی ایالات متحده اصابت کرد و دست کم ۳۰ کشته برجا نهاد. این کشنده‌ترین ترنادو در ایالات متحده از آوریل ۲۰۱۴ بوده‌است.